# Майське (Броварський район)
Ма́йське —  село в Україні, у Броварському районі Київської області. Входить до складу Згурівської селищної громади. Населення становить 143 особи. У селі нараховується 65 дворів.

## Історія
На мапах XIX- 1 третини XX ст. - хутір Варварівський.
У 1911 році на хуторі Варварівськом жило 2 людини (1 чоловічої та 1 жиночої статі)
З 1986 по 2020 рік село було в Згурівському районі. З  2020 року село в складі Згурівської селищної громади Броварського району.